# NGC 5663
NGC 5663 في الفهرس العام الجديد، هي مجرة، تقع في كوكبة الميزان. اكتشفت في 31 مايو 1886 بواسطة فرانسيس بريسيرفد ليفنوورث.

## روابط خارجية
- NGC 5663 على موقع ويكي سكاي: DSS2, SDSS, GALEX, IRAS, Hydrogen α, X-Ray, Astrophoto, Sky Map, Articles and images